# ソチ・オートドローム
ソチ・オートドローム（ロシア語: Сочи Автодром、英語: Sochi Autodrom）は、ロシアのクラスノダール地方ソチにあるサーキット。開業前はソチ・インターナショナル・ストリート・サーキット(英語: Sochi International Street Circuit)、あるいはソチ・オリンピックパーク・サーキット(英語: Sochi Olympic Park Circuit)とも呼ばれていた。
2014年ソチ冬季オリンピックのメイン会場を利用したロード/ストリートコースであり、F1ロシアグランプリを開催している。設計者はヘルマン・ティルケ。

## 特徴

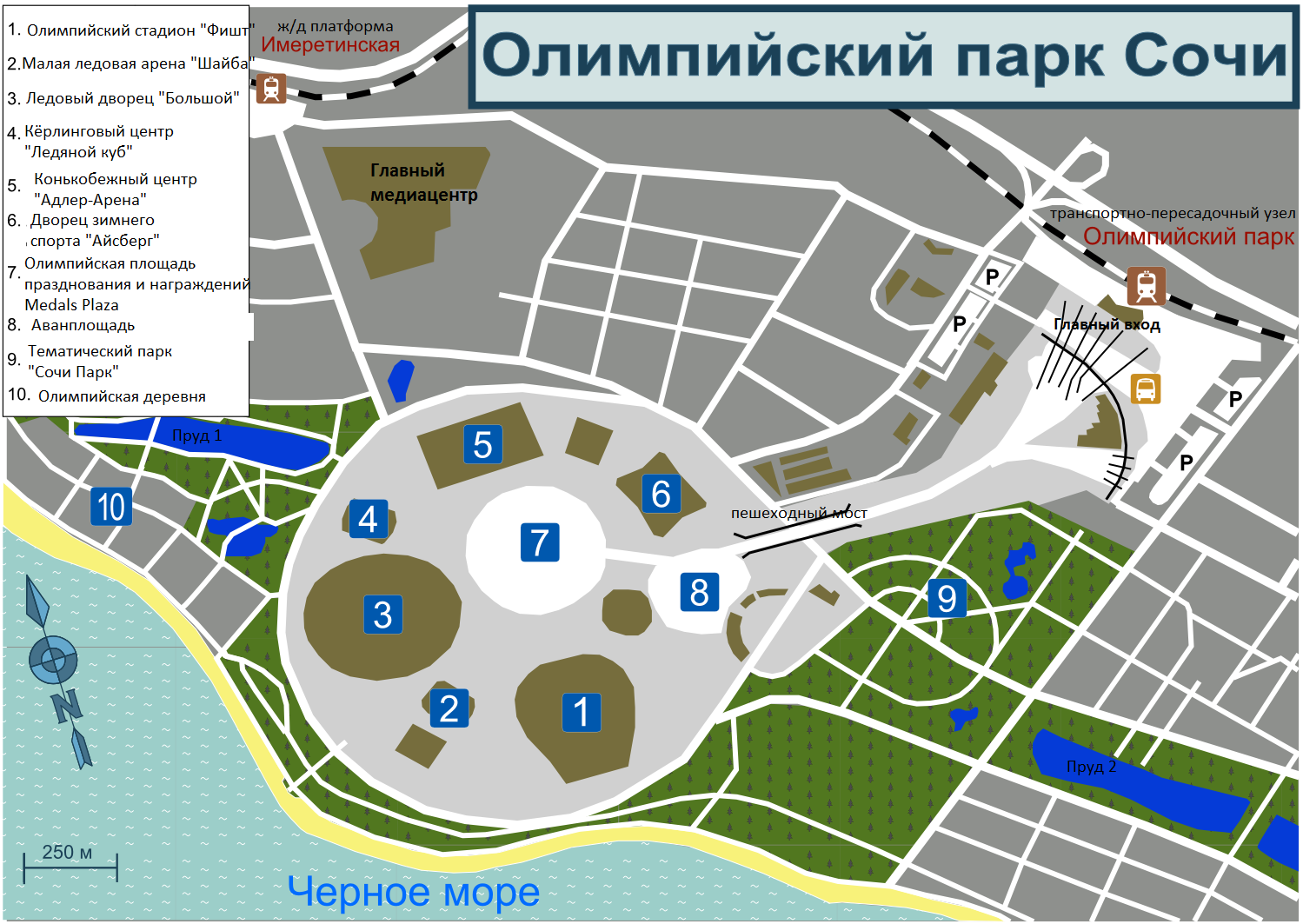
ソチ・オリンピックパーク

カナダGPが開催されるジル・ヴィルヌーヴ・サーキットと同じく、オリンピック開催後の競技会場敷地を利用したコース。黒海に面したソチ・オリンピックパークに設営され、全長は5.848kmで、うち1.7kmは公道を使用する。現在のF1開催コースの中ではスパ・フランコルシャンとバクー市街地コースとシルバーストンに次ぐ長さとなる。コーナー数は19。
スタート/フィニッシュラインはオリンピックパーク北端の駅近くにある。メインストレートを通過後、五輪のメダル授与式が行われる中央広場をぐるりと回りこみ、ボリショイ・アイス・ドーム（アイスホッケー会場）、アイスキューブ・カーリングセンター（カーリング会場）、アドレル・アリーナ（スピードスケート会場）、アイスバーグ・スケート・パレス（フィギュアスケート/ショートトラック会場）などの競技施設の周りを巡って1周する。
ジェンソン・バトンは2014年のロシアGP初開催前に「韓国とバレンシアのようなコースをひとつにした感じのサーキット」という感想を残しており、ティルケの特色が前面に押し出された設計になっている。市街地コースのように鋭角コーナーが多く、コース両側はコンクリートウォールに囲まれている。バックストレートエンドのターン14は左に緩く曲がりながら急減速するためコントロールが難しく、2015年にはカルロス・サインツJr.がバリアに衝突して病院へ搬送された。
また、路面が非常にスムーズで、タイヤへの負担が少ない。2014年ロシアGPでは1周目にタイヤ交換を行ったニコ・ロズベルグがそのまま最後まで走り切り、最下位から2位まで挽回した。
2023年からはサンクトペテルブルク近郊のイゴラ・ドライブ・サーキットに開催地を移転するため、ソチ・オートドロームでのロシアグランプリ開催は2022年が最後となる予定だったが、2022年ロシアのウクライナ侵攻の影響で開催中止となり、今後のロシアグランプリの開催自体もフォーミュラ1が主催者との契約を破棄したため、見通しが立っていない。同年はFIA インターコンチネンタル・ドリフティング・カップも開催される予定だったが、同様の理由で中止となっている。

## 建設

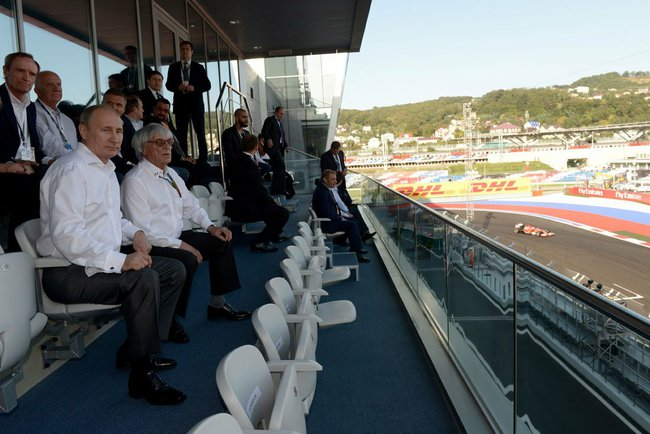
2014年ロシアGPを観戦するプーチン大統領

2010年10月、ロシアのプーチン大統領がソチでロシアGPを2014年から2020年まで開催する契約を結んだことを発表した。ロシア連邦政府は建設費用を2億ドル（約152億円）と見積もり、うち1億9540万ドルを国が負担し、残りはスポンサーと民間投資で賄うとした。
国際オリンピック委員会 (IOC) は2つのビックイベントの準備が重なることへ懸念を示し、五輪開催に影響が出るようであれば、ロシアGPを1年延期する決定を下すとコメントした。
2013年1月、ソチのアナトリー・パホモフ市長はサーキット建設は予定通り進んでおり、オリンピック後の2014年秋に開催されるだろうと述べた。同年3月には運営会社のフォーミュラ・ソチが破産し、建設会社のオメガが仕事を引き継ぐことになったが、ロシア政府はサーキット完成に必要な資金を提供することを約束した。
2014年はロシアが国際外交上多くの問題行動を起こしたため、報道陣から「F1を行える資格があるのか」と質問がFIAに殺到したが、バーニー・エクレストンは「金銭上問題がないので」と発言し物議をかもした。